# COMEN kup 2001.
Turnir za COMEN kup 2001., njegovo 13. izdanje, se održao od 26. do 30. rujna 2001. u Bariju.

## Konačni poredak
```
Por.  Klub
1. 
Canottieri Ortigia

2. 
Montpellier WPC

3. 
Egipat

4. 
NC Chania

5. 
Malta

6. Bari
7. Bruxelles
8. 
Cipar
```

U završnom susretu, "Canottieri" su pobijedili francuski "Montpellier" s 9:4.